# Joe Morolong
Joe Morolong (voorheen Moshaweng) is een gemeente in het Zuid-Afrikaanse district John Taolo Gaetsewe. Joe Morolong ligt in de provincie Noord-Kaap en telt 89.530 inwoners.

## Hoofdplaatsen
Joe Morolong is op zijn beurt nog eens verdeeld in 10 hoofdplaatsen (Afrikaans: nedersettings) en de hoofdstad van de gemeente is de hoofdplaats Mothibistad, alhoewel deze hoofdplaats gelegen is in de gemeente Sa-Segonyana. 
- Batlhaping Ba Ga Jantjie
- Batlhaping Ba Ga Sehunelo
- Batlharo Ba Ga Motlhware
- Batlharo Ba Ga Phadima
- Batlharo Ba Lotlhware
- Blackrock
- Hotazel
- Kalahari
- Kudumane
- Van Zylsrus